# Adolphe-Frédéric Lejeune
Adolphe-Frédéric Lejeune, né le 22 juillet 1849 à Boulogne-sur-Mer et mort le 3 juillet 1913 à Vétheuil, est un artiste peintre français.

## Biographie
Adolphe-Frédéric Lejeune est le fils de Jean Jacques Hippolyte Lejeune (1816-1907), cordonnier, et de Marie Hortense Delannoy (1820-1894).
Élève de Léon Germain Pelouse et de Léon Bonnat, il expose au Salon entre 1879 et 1901.
En 1911, il vit à Vétheuil et a pour voisin le peintre Léon Joubert.
Il meurt le 3 juillet 1913 et repose au cimetière de Melun, dans le caveau familial.